# Bagrat IV de Geòrgia

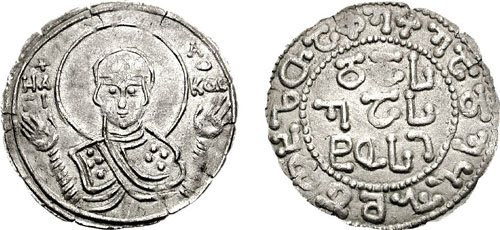
Monedes amb l'efígie de Bagrat IV de Geòrgia.

Bagrat IV (~1020 - 1072) va ser rei de Geòrgia de l'any 1027 al 1072. Era fill del rei Jordi I, i va ser proclamat rei després de la mort sobtada de son pare, quant tenia només 7 anys.
El 1028 l'exèrcit romà d'Orient va avançar des de la Taoklardjétia; molts aznauris o senyors locals, davant la minoria d'edat del rei, els van lliurar les fortaleses que tenien encomanades. També una part de l'església es va passar als romans d'Orient. Es van iniciar converses de pau i per part georgiana van esser nomenats negociadors el Catolicós de Mtskhéta, Melchisédek, i la mare del rei, Mariam, filla del rei d'Aní. Al mateix temps l'emir de Gandja, que era tributari de Geòrgia des del 1012, va denunciar el tractat i va envair territori georgià, però va ser derrotat per Liparit Liparitisdzé i Ivané Abasasdzé, caps de l'exèrcit a la part oriental. La pau amb l'Imperi Romà d'Orient es va ajustar poc després i Bagrat IV es va casar amb Helena, filla de l'emperador Romà III Argir. Helena va morir poc després però la pau es va mantenir.
Liparit Liparitisdzé volia conquerir l'emirat de Tblisi perquè les seves possessions senyorials (Kldékari) estaven a la vora i esperava que amb la conquesta rebria molts nous territoris. D'acord amb Ivané Abasasdzé, que tenia similars interessos, el 1032 van fer presoner l'emir Djafar i van convidar al rei a prendre Tblisi. Però Bagrat va fer alliberar Djafar. Cinc anys després, sota consell de l'incansable eristhavi de Kldékari, Bagrat va accedir a posar fi a l'emirat, i va assetjar Tblisi. Després de dos anys de setge sense resultats, Bagrat es va retirar i va fer un tractat amb l'emir. Des de llavors Liparit va conspirar contra el rei.
L'any 1045 el regne armeni d'Aní va ser abolit i annexat a l'Imperi Romà d'Orient. Els nobles armenis van oferir la corona d'Aní al rei georgià, considerant que li correspondria per sa mare Mariam, filla del rei d'Aní Gaguik II. Bagrat ocupà Aní sense lluita i hi va establir una guarnició. Després va assaltar la fortalesa de Anakopia, planejant també la presa de la fortalesa de Khupatia, a la costa, però finalment es va retirar quant va saber que havia mort l'emir Djafar de Tblisi l'any 1046, i com que no tenia hereus els notables volien entregar l'emirat a Bagrat. Deixant el setge de Anakopia va marxar cap a Tblisi on va ser rebut pels notables que li van donar les claus de la ciutat. Els musulmans oposats a aquesta entrega es van fer forts a la fortalesa d'Issani a l'esquerra del riu Mtkvari, i després de tres mesos de setge no va poder-la ocupar. L'emirat doncs va subsistir.
Mentrestant els eristhavis que Bagrat havia instal·lat a Aní, van ser empresonats per gent lleial a Liparit, i el Catolicós dels armenis, Petros, va entregar la ciutat als romans d'Orient. Bagrat va marxar contra Kldékari, però Liparit, que tenia l'ajuda dels romans d'Orient, va resistir. Durant els següents anys es van produir nombrosos combats dels quals Liparit i els seus aliats romans d'Orient sortien gairebé sempre guanyadors. El 1054 el rei va marxar a Constantinoble per demanar la fi de l'ajuda a Liparit. L'emperador va fer de mediador i va aconseguir un tractat de pau entre Bagrat i Liparit pel qual aquest últim reconeixia l'autoritat reial però era reconegut com a governador de tota la Geòrgia del sud. Aprofitant l'absència del rei, Liparit va fer coronar com a nou rei al nen Jordi II, fill de Bagrat, en nom del qual va governar. Això va provocar l'aixecament d'altres aznauris, que encapçalats per Soula Kalmakhéli de Meskhétia, van fer presoner a Liparit i el van enviar a Bagrat. El rei, retornat al país, va obligar a Liparit a agafar els hàbits al Mont Atos, però va perdonar al fill de Liparit, Ivané Liparitisdzé, al que va reconèixer les seves possessions menys el Kldékari, i al que va fer general en cap i el va enviar a lluitar a Kakhétia i Herècia que volia ocupar. Però el 1064 els seljúcides van fer irrupció a Geòrgia del sud que van saquejar i van ocupar Akhalkhalaki (Ciutat Nova) a la Djavakhétia, fundada uns anys abans. També van assolar la Txavchéthia, i la Taoklardjétia. Però Bagrat va continuar la lluita a Kakhétia i tanmateix va entrar al Xirvan, on el Xirvanshah Fariburz (Pariburz) es va sotmetre als seljúcides als quals va pagar tribut, per fer front a l'atac. Bagrat, amb mercenaris francesos, va entrar també a Bardaa. El 1069 Alp Arslan, soldà dels seljúcides, va envair la Geòrgia oriental i Pariburz es va convertir a l'islam. Agsartan rei de Kakhétia i l'emir de Tblisi es van sotmetre al soldà. Els turcs van assolar el Kartli i la Arghuéthia però es van retirar amb l'hivern. Tblisi i Rustavi van ser entregades a l'emir Fadlun de Gandja, aliat turc. El 1070 Bagrat va marxar contra Fadlun, el va derrotar i va sotmetre l'emir de Tblisi, al que va prendre les seves fortaleses, obligant-lo a pagar un tribut.
L'any 1071 els turcs seljúcides van guanyar als romans d'Orient la batalla de Mantziciert, van fer presoner a l'emperador Romà IV Diògenes i van obligar els romans d'Orient a cedir-los les províncies orientals. Així, Geòrgia va quedar a la frontera amb els seljúcides.